# Marmosa andina veneçolana
La marmosa andina veneçolana (Gracilinanus marica) és una espècie d'opòssum de la família dels didèlfids. Viu a Colòmbia i Veneçuela. El seu hàbitat natural són els boscos humits de terres baixes tropicals o subtropicals.